# 2022年德克薩斯州副州長選舉
2022年德克薩斯州副州長選舉於2022年11月8 日舉行，以選舉德克薩斯州副州長。現任共和黨人副州長丹·帕特里克競選連任第三個任期。